# Monella
Monella è un film del 1998 diretto da Tinto Brass. Il regista ha dichiarato di avere ricavato il film da una precedente sceneggiatura scritta con Alda Teodorani, Lola e il macellaio, ispirata al libro Il macellaio di Alina Reyes, per un film che avrebbe dovuto essere interpretato da Alba Parietti.

## Trama
Provincia veneta, primi anni '60. I fidanzati Lola e Tommaso (Masetto) provengono da due famiglie molto diverse. Lui è figlio dei titolari di un forno, in cui lavora col progetto di trasformarlo in piccola fabbrica approfittando del boom economico: la famiglia, in particolare la madre, è piuttosto benpensante e attenta alle apparenze. Lei invece è una sensuale e disinibita ragazza, figlia di un'ex guardarobiera del transatlantico Normandie (Zaira) che ora abita con l'ex chef della stessa nave (André), ufficialmente per fargli da governante ma essendo in realtà anche la sua amante. Solo Zaira sa se André è il padre della giovane.
Masetto, conoscendo il carattere della fidanzata, si sente più tranquillo nel saperla illibata, e ha dunque deciso di "rispettarla" fino a dopo le nozze, anche perché nel frattempo può sfogare con altre (prostitute) i propri appetiti. Lola però non sta più nella pelle, smania e non vede l'ora di fare l'amore, non intendendo arrivare al matrimonio impreparata. Per questo motivo cerca di ribellarsi al fidanzato e gira con fare provocante per le strade e le campagne anche nella speranza di provocarlo. Il film è infatti essenzialmente un tentativo della protagonista di sedurre il fidanzato. Lola compie un primo tentativo nel magazzino del forno, ma viene interrotta dal sopraggiungere di Ginetto, il garzone di Tommaso. Un secondo tentativo fallirà poche ore dopo, durante una passeggiata in una golena.
Più tardi, in un bar, l'ennesima lite tra i fidanzati: la giovane si scatena ballando sulle note di Let's Twist Again con tre sconosciuti militari cui finisce per mostrare le proprie grazie, Tommaso interrompe il ballo e inizia una rissa coi tre. A questo punto le loro strade si dividono: Lola sale in auto con un altro sconosciuto che tenta di sedurla (la ragazza riesce però a sfuggirgli), mentre Masetto si vendica sfogando la propria rabbia in un amplesso con la prostituta Wilma durante il quale ricopre di insulti la fidanzata. Lola prova a questo punto a sedurre André, verso il quale prova un'attrazione (ricambiata): solo il sopraggiungere di Zaira ad apostrofare la figlia fa fallire questo tentativo.
Lola cambia allora tattica e approfitta di quanto accaduto con lo sconosciuto in auto per tendere una trappola a Masetto e fargli credere di essere stata violentata. Tommaso, anziché essere addolorato, è preso dalla rabbia per il fatto che qualcuno abbia giaciuto con la futura sposa prima di lui: abbandona allora le proprie intenzioni e finalmente fa l'amore con lei per la prima volta, senza prima mancare di rivolgerle le ormai abituali insolenze. I ragazzi infine si sposano e tutti gli amici sono invitati al pranzo di nozze, dove pare che Lola consumi anche con André, senza ovviamente dirlo al neo-sposo.

## Critica
Il film è stato valutato dalla critica con la stessa freddezza di altri film di Tinto Brass, appartenenti al filone voyeuristico del regista, sempre pronto ad andare a mettere l'occhio nel buco della serratura. Lietta Tornabuoni su La Stampa, ha definito quella del regista una «passione vera per il sedere femminile». Massimo Bertarelli su Il Giornale ha invece definito Brass un «autentico genio nella scoperta, nel senso più ampio del termine, di giovani virgulti femminili».

## Censura e restauro
Nel VI Convegno Internazionale di Studi sul Cinema dell'Università di Udine, patrocinato dal Dipartimento di Storia e Tutela dei Beni Culturali,  dedicato alla censura nel cinema, il film di Monella è stato preso in esame insieme a Lenin in ottobre e Diario di una donna perduta: le tre pellicole sono accomunate dal fatto che la loro integrità è stata salvata dai tagli della censura grazie ai restauri cinematografici. «Questo meccanismo paradossale, che taglia, mutila, ma anche scheda e conserva ciò che elimina» ha permesso, nel caso di Monella, di recuperare consistenti parti tagliate per la versione televisiva e tra esse «spicca l'eliminazione della sequenza più surreale del film, quella in cui  un gruppo di prelati si avventa ad annusare il sellino della bicicletta appena abbandonata dalla discinta protagonista», essendo stata giudicata blasfema.